# شهرداری متسختا

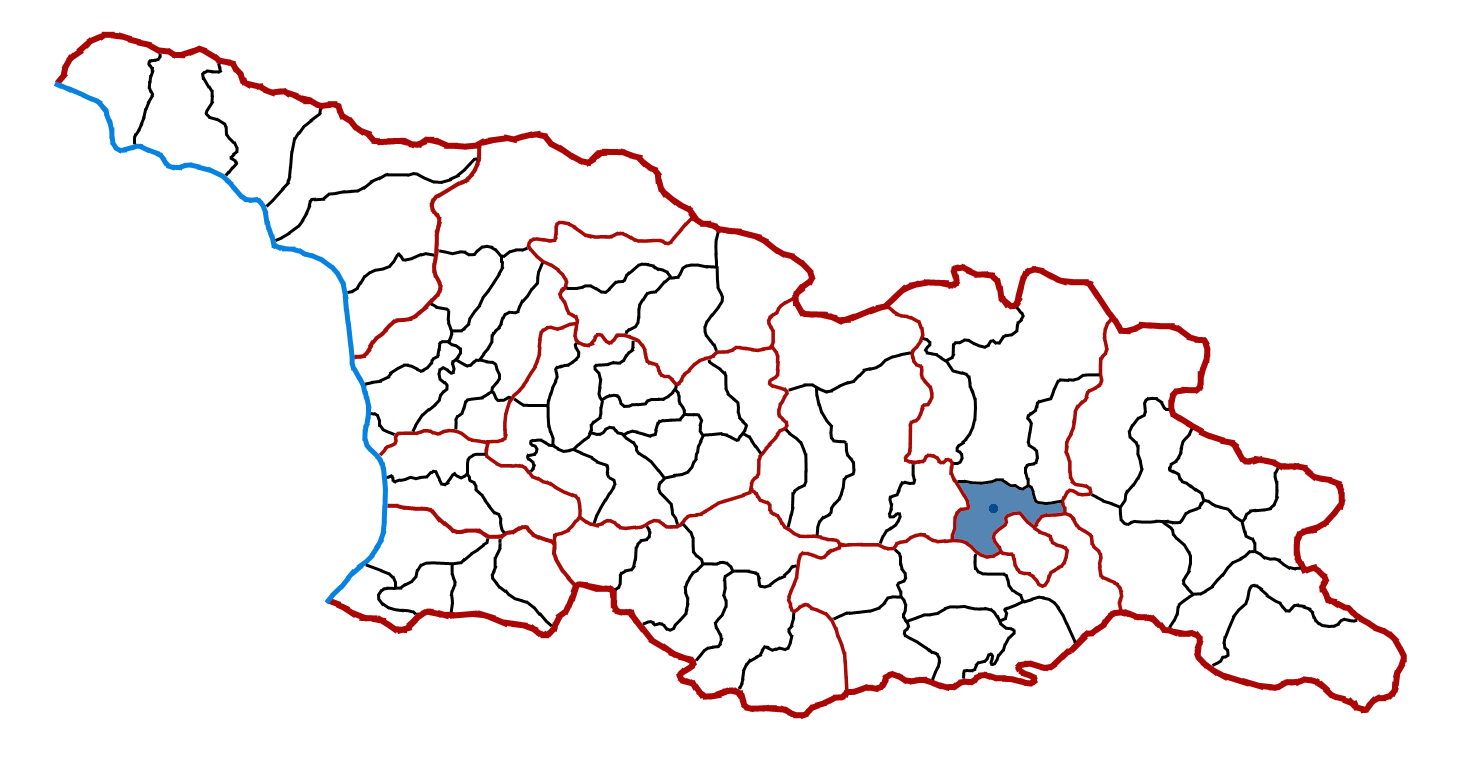
شهرداری متسختا

شهرداری متسختا (گرجی: მცხეთის მუნიციპალიტეტი) یکی از شهرداری‌های گرجستان در ناحیه متسختا-متیانتی است. مرکز اداری آن متسختا است.
جمعیت: ۵۳۹۰۰ (سرشماری ۲۰۱۸)
مساحت: ۸۰۵ کیلومتر مربع

## مردم
| سال  | جمعیت |
| ---- | ----- |
| ۱۹۸۹ | ۶۳۱۲۳ |
| ۲۰۰۲ | ۶۵۲۴۸ |
| ۲۰۱۴ | ۴۷۷۱۱ |
| ۲۰۱۸ | ۵۳۹۰۰ |